# Robert Humphrey Marten
Robert Humphrey Marten (* 21. März 1763 in Whitechapel; † 11. Dezember 1839 in Plaistow) war ein britischer Unternehmer und Ehrenbürger der Stadt Magdeburg.

## Leben
Marten war in mehreren Unternehmen als Direktor tätig, so in der 1806 gegründeten East London Water Company und der 1824 gegründeten Thames Tunnel Company. 1807 zog er nach Plaistow. Gesellschaftlich engagierte er sich in der liberalen Bewegung und setzte sich gegen eine Diskriminierung von Menschen ein, die nicht Mitglied der Anglikanischen Kirche waren. Er war auch geschäftsführender Sekretär eines Londoner Hilfskomitees Komitee zur Verteilung der Unterstützungen für die durch den Krieg am meisten gedrückten deutschen Länder das Spendengelder sammelte, um Opfern der napoleonischen Kriege auf dem europäischen Festland zu helfen.
Aus Dankbarkeit für eine Überweisung von 2500 Pfund Sterling für die Stadt Magdeburg und deren Umgebung wurde ihm und Luke Howard am 18. Oktober 1815, anlässlich der Feierlichkeiten zum Andenken an die Völkerschlacht, die Magdeburger Ehrenbürgerschaft verliehen. Im August 1821 besuchte er Magdeburg.